# Nordhollandkanal

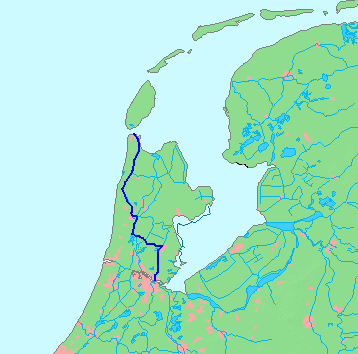
Lage des Kanals

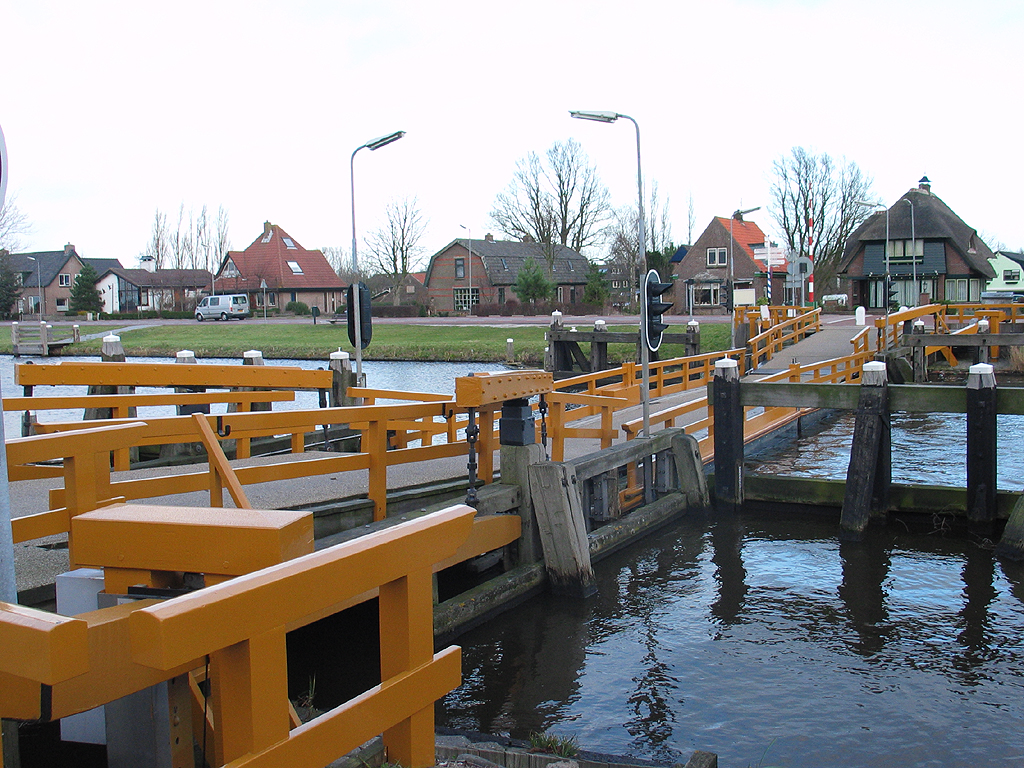
Schwimmbrücke bei Koedijk

Der Nordhollandkanal (niederländisch Noordhollandsch Kanaal) ist ein 75 Kilometer langer Kanal in der niederländischen Provinz Nordholland. Er verbindet in Nord-Süd-Richtung die Hauptstadt Amsterdam über Purmerend und Alkmaar mit der Hafenstadt und dem Marinestützpunkt Den Helder.
Der Kanal wurde Anfang des 19. Jahrhunderts durch Jan Blanken, einem niederländischen Wasserbauingenieur, im Auftrag König Wilhelms I. der Niederlande gebaut. Der Kanal beginnt in Amsterdam an der Willem I.-Schleuse und endet in Den Helder mit der Koopvaarderschutsluis.

## Geschichte
Im 17. Jahrhundert nahm infolge von Versandung die Befahrbarkeit der Zuidersee für Seeschiffe nach Amsterdam immer mehr ab. Die Waren mussten zeitraubend auf kleinere Schiffe umgeladen werden. Als das zu teuer wurde, setzte man die Schiffskamele ein. Trotzdem kämpfte Amsterdam immer mehr gegen ein Versanden des Hafens.
Zu dieser Zeit war man noch nicht in der Lage, eine direkte Verbindung zwischen Amsterdam und der Nordsee sowie die dazugehörenden Schleusen zu bauen. Gleichzeitig sollte auch das IJ abgedämmt werden.
Man beschloss, den Nordhollandkanal zu bauen, der durch die Verbindung und Verbreiterung mehrerer Entwässerungskanäle (Boezemwater) entstand. An mehreren Stellen ist der Kanal Teil der Beemster- und der Schermerringvaarten. Ein anderer Teil des Kanals folgt bei Alkmaar dem Flusslauf der Rekere.
1824 war der Kanal fertig und verkürzte die Fahrzeit von Amsterdam nach Den Helder erheblich. Wegen der stetigen Zunahme des Schiffsverkehrs und der größer werdenden Schiffe wurde der Kanal schnell zu klein. 1876 wurde der 25 km lange Nordseekanal eröffnet. Damit hatte Amsterdam eine kurze und direkte Verbindung zur Nordsee. Der Nordhollandkanal verlor schnell an Bedeutung für die Schifffahrt; heute ist er nur noch nördlich von Alkmaar wichtig. Allerdings ist der Kanal für den Wasserhaushalt von Nordholland von großer Bedeutung.

## Schwimmbrücken

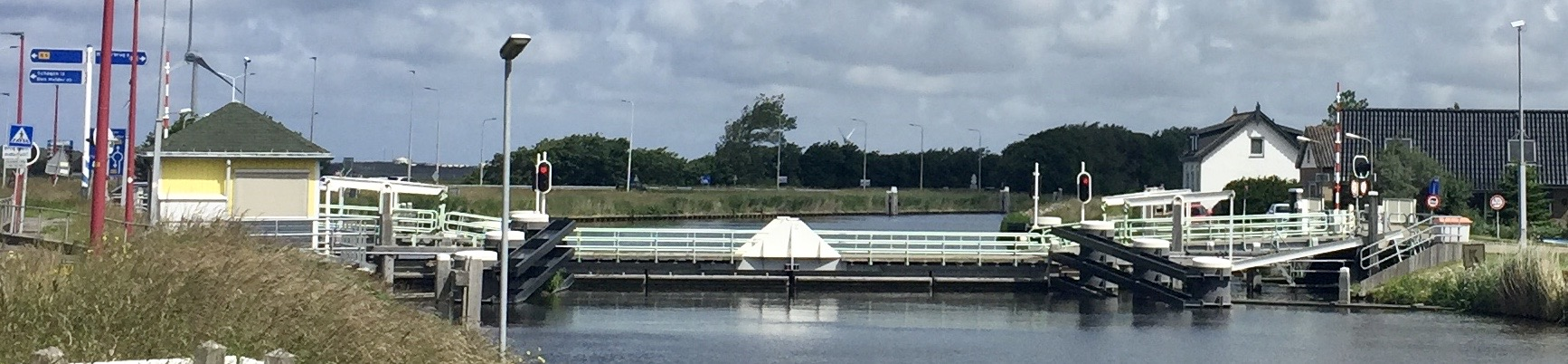
Burgervlotbrug

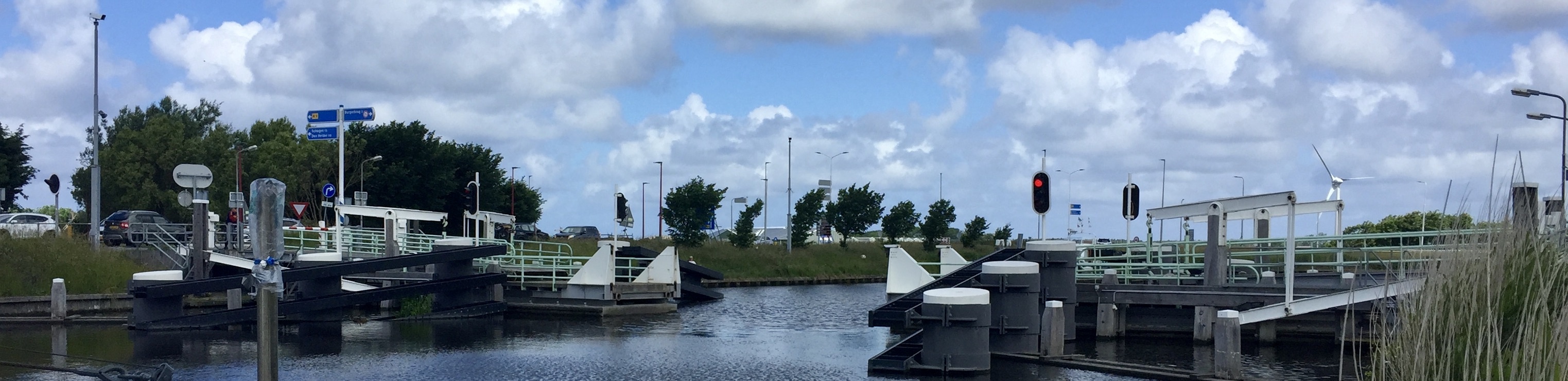
Floßbrücke öffnet

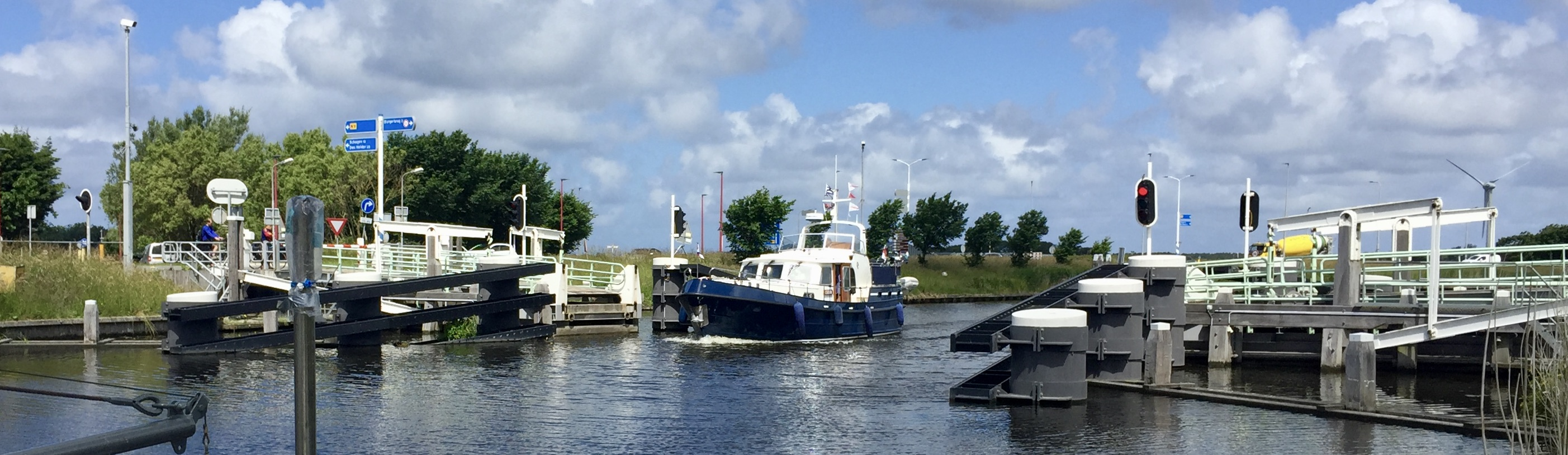
Freie Fahrt

Eine Besonderheit am Nordhollandkanal sind die hier waagerecht beweglichen Schwimmbrücken, niederländisch Floßbrücke. Als der Kanal gebaut wurde, war man noch nicht in der Lage, feste Brücken mit großen Spannweiten zu bauen.
Heute gibt es nördlich von Alkmaar noch fünf Schwimmbrücken:
- die Koedijkervlotbrug bei Koedijk (Stadt Alkmaar)
- die Rekervlotbrug bei Koedijk (Stadt Alkmaar)
- die Burgervlotbrug bei Burgervlotbrug (Gemeinde Schagen)
- die Sint Maartensvlotbrug bei Sint Maartensvlotbrug (Gemeinde Schagen)
- die Vlotbrug’t Zand (Gemeinde Schagen)

Früher gab es bei De Stolpen die Stolpervlotbrug und in Alkmaar eine Brücke an der Stelle der heutigen Fähre an der Bierkade.